# John W. Johnston
John Warfield Johnston (Condado de Washington, 9 de setembro de 1818 – Richmond, 27 de fevereiro de 1889) foi um advogado e político norte-americano de Abingdon, na Virgínia. Filiado ao Partido Democrata, serviu como Senador dos Estados Unidos, cargo no qual exerceu por treze anos após o estado da Virgínia ser reintegrada à União em decorrência da Guerra Civil Americana.
A Décima Quarta Emenda, que vedava qualquer pessoa como candidato para cargos públicos que tivesse jurado lealdade aos Estados Unidos e, posteriormente, se alinhado aos Estados Confederados da América durante a Guerra Civil, fez com que Johnston estivesse inelegível para ingressar na política. No entanto, suas restrições foram revogadas por sugestão do Freedmen's Bureau (Agência dos Libertos) quando Johnston deu assistência a um ex-escravo que estava doente após o final da guerra. Foi o primeiro ex-confederado a obter uma vaga no Senado dos Estados Unidos.
A carreira política de Johnston foi marcada por algumas peculiaridades. Inicialmente, a discussão sobre o Memorial de Arlington o deixou enojado com a ideia de encontrar outro local para enterrar milhares de corpos dos militares, mas a medida que o debate se desenrolava, ele se sentia obrigado a atuar na defesa do oficial Robert E. Lee; contudo, a necessidade de ficar em silêncio pelo bem do Partido Democrata mostrou-se determinante, uma vez que Johnston era um opositor declarado do Projeto de Lei Texas-Pacífico, uma disputa pelo controle das ferrovias no Sul, que figurou como moeda de troca no Compromisso de 1877. Além disso, também esteve envolvido na disputa entre financiadores e reajustadores, argumentando que os estados deveriam pagar integralmente a dívida que tinham antes da Guerra Civil. Esta batalha culminou no colapso do Partido Conservador, na formação do Partido Reajustador e na nomeação de William Mahone como líder da legenda, encerrando a carreira política de Johnston no Senado.

## Primeiros anos e vida pessoal
Filho único de Dr. John Warfield Johnston e Louisa Smith Bowen, Johnston nasceu na casa de seu avô paterno, "Panicello", perto de Abingdon, na Virgínia. Seu avô era o juiz Peter Johnston, que lutou sob o comando de Henry Lee III durante a Revolução Americana, e sua bisavó era irmã de Patrick Henry. Sua mãe era irmã de Rees T. Bowen, um político da Virgínia, e seus tios paternos se chamavam Charles Clement Johnston e o general Joseph Eggleston Johnston. Seu primo de primeiro grau era o congressista americano Henry Bowen. A ascendência de Johnston era escocesa, inglesa, galesa e escocesa-irlandesa. Ele frequentou o Colégio Abingdon, a Universidade da Carolina do Sul, em Colúmbia, e o departamento jurídico da Universidade da Virgínia, em Charlottesville. Ingressou na Ordem dos Advogados em 1839, e começou a praticar em Tazewell.
Em 12 de outubro de 1841, casou-se com Nicketti Buchanan Floyd, filha do governador John Floyd e irmã do governador John Buchanan Floyd. Sua esposa era católica, convertida quando era jovem; Johnston, por sua vez, se converteu após o casamento. A família mudou-se para Abingdon em 1859 e morou inicialmente na East Main Street. Um residente de Abingdon observou que "era uma casa agradável de se visitar e os jovens gostaram da recepção cordial que receberam dos mais velhos e dos mais jovens". Enquanto estava lá, a família iniciou a construção de uma nova casa chamada "Eggleston", três milhas (5 km) a leste da cidade; o nome carinhoso da família para John era "Castle Dusty". Eles se mudaram em algum momento depois de agosto de 1860.
Johnston e Nicketti Buchanan Floyd tiveram doze filhos, um dos quais foi o Dr. George Ben Johnston, notável médico de Richmond a quem se atribui a primeira operação antisséptica realizada na Virgínia. Tanto o Johnston Memorial Hospital, em Abingdon, quanto o Johnston-Willis Hospital, em Richmond, receberam o nome dele.

## Início da vida pública

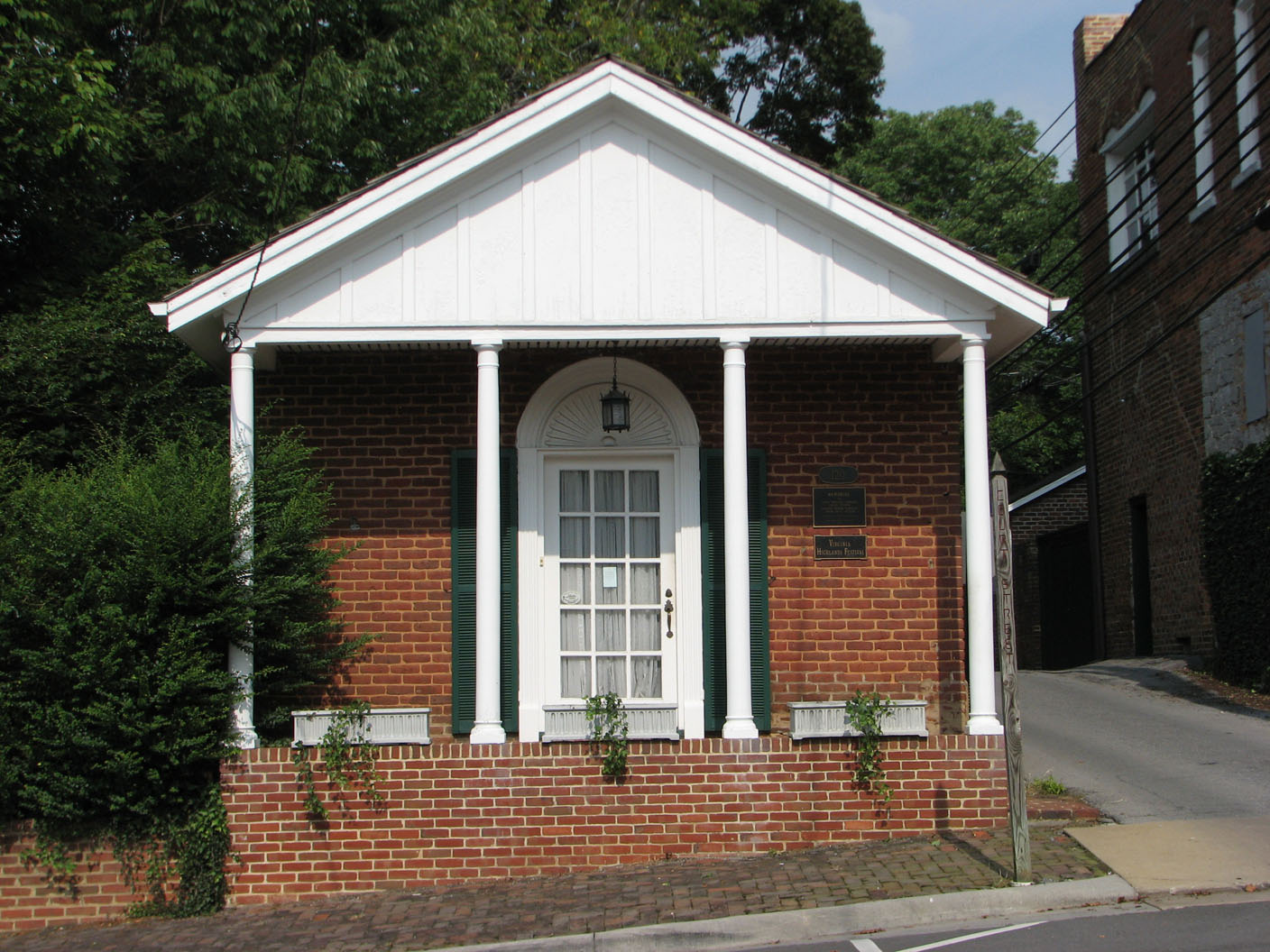
Johnston & Trigg Law Office na Court Street, no centro de Abingdon. Agora em posse da Sociedade Histórica do Condado de Washington, Virgínia.

Johnston esteve no comando de procurador distrital do condado de Tazewell entre 1844 e 1846. Em 1846, foi eleito para ocupar o restante do mandato da legislatura nos anos de 1846–1847 pelo Senado da Virgínia, representando os condados de Tazewell, Wythe, Grayson, Smyth, Carroll e Pulaski. Foi reeleito para a sessão legislativa de 1847–1848.
Durante a Guerra Civil, ocupou o cargo de recebedor dos Estados Confederados e também foi eleito vereador da cidade de Abingdon em 1861. Neste período ele enviou uma carta ao general de brigada, John Echols, informando que a Ordem dos Heróis da América estava "crescendo assustadoramente" no sudoeste da Virgínia. Esta ordem secreta era composta por simpatizantes da União. Essas informações foram usadas em conjunto com outras reportagens para solicitar a suspensão do habeas corpus, permitindo aos militares realizar prisões.
Depois da guerra, em 1867, fundou a Villa Maria Academy of the Visitation em Abingdon para a educação de meninas. Foi juiz do Circuito Superior Tribunal de Justiça e Chancelaria da Virgínia em 1869–1870. Também por volta de 1869, formou uma sociedade de advogados com um jovem advogado local e seu futuro genro, Daniel Trigg. Em 1872, ambos montaram seus escritórios em um pequeno prédio próximo ao tribunal, que ficou conhecido como Johnston-Trigg Law Office.

## Carreira política no Senado
Em 1869, o estado da Virgínia era essencialmente uma zona militar. Gilbert C. Walker foi eleito governador neste ano e deu início a um conservadorismo moderado, com raízes no Partido Whig. A nova Assembleia Geral ratificou a Décima Quarta e a Décima Quinta Emendas para acabar com a política da Reconstrução, e também elegeu duas pessoas como representantes para o Senado dos Estados Unidos, entre eles Johnston. Sendo assim, cumpriria o período restante de um mandato de seis anos iniciado em março de 1865. Johnston recebeu uma carta de William Mahone, enviada em 18 de outubro de 1869, dizendo que deveria ir para Richmond "sem falta, no primeiro trem. Você é senador."
Johnston era um dos poucos políticos da Virgínia elegíveis para ocupar o cargo: na época, qualquer um que tivesse lutado ou atuado pela antiga Confederação era inelegível para ocupar o cargo de acordo com a Décima Quarta Emenda, ou seja, até que suas "deficiências políticas" fossem ignoradas pelo Congresso por dois terços dos votos. As "deficiências" de Johnston foram removidas quando o setor de Abingdon do Freedmen's Bureau (Agência dos Libertos) teve notícia de que ele teria ajudado a cuidar de um ex-escravo idoso chamado Peter, e que havia passado por Abingdon a caminho do condado de Charlotte, na Virgínia, vindo do estado de Mississippi.
A Norfolk and Western Railroad estava a 180 metros da casa de Johnston, e ex-escravos usaram os trilhos como guia para voltar para casa de onde haviam sido vendidos. No verão de 1865, Johnston ajudou muitas pessoas com comida e abrigo, e em agosto daquele ano, encontrou Peter à beira da morte em um estábulo perto da ferrovia; Johnston o carregou até a casa, onde ficou pelo menos um mês.
Quando Peter recuperou forças, este contou sua história, que Johnston mais tarde transcreveu e agora é mantida com seus registros na Universidade Duke. Peter tinha sido escravo de um Sr. Read no Condado de Charlotte, um vizinho de John Randolph. Eke havia sido vendido (aparentemente por causa das dívidas de Read) a um comerciante, deixando para trás uma esposa e uma filha para trabalhar em uma plantação de algodão por trinta e cinco anos no estado de Mississippi. Depois de liberto, Peter caminhou do Mississippi até chegar a Abingdon em sua busca para voltar para casa. Johnston escreveu: "Era evidente para mim e minha esposa que todos os nossos cuidados não poderiam reconstruir aquele corpo desgastado, e que a minha morte estava próxima. Isto me enfraqueceu rapidamente (...) Sua vida foi cansativa, penosa e cheia de problemas. Mas certamente o Senhor tem recompensas para tais, e lhe dará descanso por toda a eternidade, e permitirá que veja Susy, sua mamãe e seu e papai." Peter morreu de tuberculose.
O agente do Freedmen's Bureau escreveu ao congressista William Kelley, da Pensilvânia, solicitando a remoção das deficiências de Johnston por causa de sua caridade. Kelley desenvolveu um projeto de lei e, posteriormente, foi aprovado em ambas as casas do Congresso. Johnston só descobriu tudo isso quando leu sobre a aprovação do projeto no jornal.

### Problemas para ocupar o cargo
Johnston foi a Washington em dezembro na esperança de que a Virgínia fosse reingressada na União. Foi, entretanto, somente em 26 de janeiro de 1870 que a Virgínia foi readmitida; Johnston conseguiu tomar posse logo depois. O atraso ocorreu devido à necessidade do Congresso de aprovar uma lei que permitisse a representação da Virgínia no órgão.
Quando Johnston chegou em 28 de janeiro para ocupar seu lugar, teve alguma dificuldade. George F. Edmunds, de Vermont, questionou se era o Sr. Johnston certo e pensou que uma fraude estava sendo perpetrada até que Waitman T. Willey, da Virgínia Ocidental, atestou a identidade de Johnston, permitindo sua qualificação. Posteriormente, estava assinando um documento que lhe foi apresentado, mas sem ter lido. Este era o "juramento de ferro", que exigia que todos os homens brancos jurassem que nunca pegaram em armas contra a União ou apoiaram a Confederação. Se o senador sentado ao lado de Johnston, Thomas F. Bayard do estado de Delaware, não tivesse notado, Johnston provavelmente teria sido "desgraçado (...) para sempre aos olhos do povo da Virgínia". O juramento foi considerado inconstitucional em 1867, mas seu uso não foi efetivamente encerrado até 1871. Nessa época, Johnston era o único senador que havia ficado do lado da Confederação — todos os demais eram nortistas de nascimento ou "homens da União".
Na época em que ingressou no Senado, os dois partidos na Virgínia eram os conservadores e os radicais. Johnston era um dos primeiros, que eram uma aliança de democratas e whigs do pré-guerra. Os democratas já haviam sido rivais ferrenhos dos whigs e não se juntariam a um partido com esse nome, dando origem ao partido conservador. Em que direção Johnston votaria na arena nacional era desconhecido, mas pouco importava porque o Senado era esmagadoramente republicano. Havia na época apenas 10 democratas entre 68 senadores. Houve especulações de que Johnston poderia ficar do lado dos republicanos e "transformar-se em traidor de seu partido e estado (...) por clientelismo" com base em uma carta que escreveu ao novo governador da Virgínia. Essas dúvidas foram resolvidas quando Johnston recusou um convite formal para ingressar na bancada republicana e foi a uma reunião conjunta dos democratas da Câmara e do Senado; foi declarado que "um conservador na Virgínia era um democrata em Washington".
Johnston foi Senador pelo estado de Virgínia de 26 de janeiro de 1870 a 3 de março de 1871, sendo reeleito para um novo mandato, ocupando o cargo até 3 de março de 1883. Também foi membro do Comitê de Reivindicações Revolucionárias e, mais tarde, atuou como seu presidente durante a 45.ª e 47.ª legislatura. Além disso, ocupou o cargo de presidente do Comitê de Agricultura durante o 46.º Congresso.
Em novembro de 1881, Johnston atuou no Comitê de Relações Exteriores. Está registrado que, quando o apelo de Clara Barton ao presidente Chester Arthur para assinar a Primeira Convenção de Genebra (estabelecendo a Cruz Vermelha Internacional), a resposta favorável de Arthur foi encaminhada a este comitê e Johnston foi nomeado um dos membros.

## Controvérsias legislativas no Senado

### Memorial Arlington

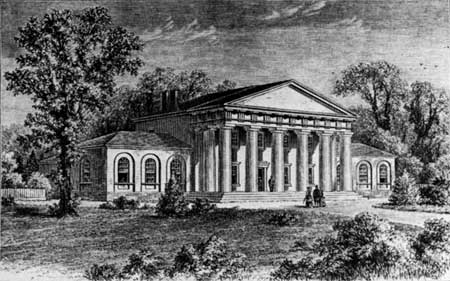
Esboço de 1861 da Arlington House, publicado em 1875.

Em 13 de dezembro de 1870, o senador Thomas C. McCreery, de Kentucky, apresentou um projeto legislativo sobre a Arlington House, a antiga casa do líder confederado Robert E. Lee, que reuniu uma tempestade de objeções. A Arlington House havia sido capturada pelas forças da União durante a Guerra Civil e seu terreno foi usado como cemitério para enterrar 16 mil soldados até o final da guerra. A resolução pedia uma investigação para estabelecer sua propriedade e a possibilidade de devolvê-la a Robert E. Lee. Além disso, McCreery propôs que o governo consertasse as instalações, devolvesse quaisquer relíquias de George Washington descobertas no local, e determinasse se existia um local adequado nas proximidades para colocar os mortos. Johnston descreveu a empolgação causada como a mais pronunciada que veria em seus treze anos no Senado. Isso o colocou na "posição mais dolorosa e embaraçosa da minha vida", e ele se opôs veementemente:
Havia algo muito abominável para mim na ideia de fazer um trabalho de desenterrar e carregar os restos mortais de milhares de pessoas, especialmente porque se tratavam de homens valentes que tinham morrido no campo de batalha. Não só a essência do projeto foi desagradável, mas também seu tom. Parecia dizer: "Aqui, escondam essas grades, vasculhe esses chãos, arrume esta casa e os terrenos, desenterre esses ossos e entregue este lote aos proprietários.

No entanto, no decorrer dos discursos de oposição à resolução, Johnston sentiu que a memória de Lee havia sido atacada e se sentiu no dever de defendê-lo. O Partido Democrata, conhecendo suas opiniões e as de seu estado, abordou-o e pediu-lhe que ficasse calado pelo bem do partido e alívio da Virgínia. Johnston previu corretamente que seria atacado no seu estado. Ele concorria à reeleição e os candidatos adversários usaram sua posição contra ele. Uma delegação da Assembleia Geral da Virgínia viajou a Washington para conversar com os democratas e avaliar a situação e ficou satisfeita com os relatórios que recebeu.
Posteriormente, Johnston fez um discurso em nome da Sra. Lee e sua proposta de Memorial. Sua primeira tentativa de falar foi contestada e teve a permissão negada. Perto do final da sessão, quando um projeto de lei não relacionado estava em discussão, Johnston apresentou um projeto que envolvia a si próprio e aproveitou a oportunidade que foi concedida aos senadores para fazer seu discurso; isso causou "grande indignação e impaciência no plenário". A família Lee e seus conselheiros desejavam que os "fatos verdadeiros sobre a venda de Arlington e a natureza de sua reivindicação à propriedade fossem apresentados ao país" para que, se fosse decidido a seu favor, ela pudesse receber uma indenização. e depois doar a propriedade para o governo. Eventualmente, a Suprema Corte dos Estados Unidos julgou a favor da família em 1882.

### O Projeto de Lei Texas-Pacífico

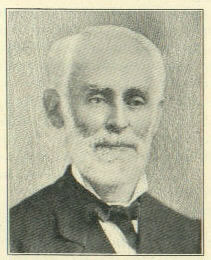
Johnston perto do fim de sua vida

Quando Johnston concorreu à reeleição em 1877, envolveu-se no controverso "Projeto de Lei Texas-Pacífico", que se tratava de uma batalha entre os interesses ferroviários do norte e do sul. Johnston se opôs a ferrovia "Texas and Pacific Railway" de Tom Scott e ao projeto de lei, que favorecia os interesses de Scott. Nesse contexto, Scott estava tentando persuadir os estados do sul a aceitar sua ferrovia para que posteriormente nomeassem senadores que votariam a favor do projeto. O mandato de Johnston seria colocado em risco se Scott conseguisse influenciar os parlamentares da Virgínia, pois sabia que este era opositor ao projeto. Como Johnston escreveu em uma carta, "(...) o que fiz sobre a estrada do Pacífico está diante do povo e não poderia voltar atrás. Não seria minha política recuar de minha posição nem estou inclinado a fazê-lo, se fosse minha política. Eu pensei e acho que estava certo e, portanto, estou pronto para arcar com as consequências. Pretendo lutar nessa linha." William Mahone batalhou para impedir sua reeleição. A maioria dos estados do sul concordou com Scott, exceto a Virgínia e Luisiana, e Johnston foi reeleito.
O Projeto de Lei Texas-Pacífico permaneceu como moeda de troca no Compromisso de 1877, após a crise das eleições presidenciais de 1876. Posteriormente, Johnston fez um discurso em 1878 no Congresso contra a ferrovia, especificamente o projeto de lei n.º 942, que considerava "uma ameaça positiva aos interesses comerciais do sul".

### Discussão sobre o reajuste dos financiadores
Outra questão que marcou a carreira de Johnston foi a discussão sobre o reajuste dos financiadores. Os financiadores exigiam que os estados pagassem integralmente as suas dívidas anteriores à Guerra Civil, enquanto os reajustadores eram a favor da redução dos montantes devidos. A polêmica culminou com o fim do Partido Conservador na Virgínia e a formação do Partido Reajustador e do Partido Democrata. William Mahone foi escolhido como líder do Partido Reajustador, que ganhou o controle da assembleia estadual em 1879, mas não obteve o cargo de governador. O legislativo estadual elegeu o sucessor de Mahone, o democrata Robert E. Withers, para o Senado dos Estados Unidos. No entanto, devido a falta de apoio do governador, não conseguiu aprovar um plano de reforma para o estado da Virgínia. A próxima oportunidade veio na eleição de 1881; seu objetivo era eleger um governador, contudo, o mais importante para manter o controle da legislatura estadual, uma vez que iria eleger "um sucessor de John W. Johnston (...)" no Senado. Por fim, o partido obteve êxito eleitoral ao eleger o notável defensor do reajuste e "amigo próximo" de Mahone, Harrison H. Riddleberger, que substituiu Johnston por 81 votos a 49.

## Morte e legado
Depois de ocupar o cargo no Senado, Johnston retomou suas atividades jurídicas. Posteriormente, morreu em Richmond, capital da Virgínia, em 27 de fevereiro de 1889, aos setenta anos de idade. Johnston estava consciente até sua morte. Em 1.º de março daquele ano, sua família trouxe seu corpo de Richmond para Wytheville, onde foi enterrado no cemitério de St. Mary. Em 11 de maio de 1903 foi realizada uma cerimônia para instalar os retratos de juízes falecidos no Tribunal do Condado de Washington. David F. Bailey foi o palestrante que apresentou o retrato de Johnston:
Ele não tinha uma boa oratória, mas era considerado um excelente debatedor — poderoso em suas argumentações. Um adversário perigoso. Você nunca o pegou dormindo, tampouco o viu desmoralizado, (...) Sabia ter frieza em todas as coisas. Nunca foi um político radical. Era considerado o amigo dos pobres. Preciso dizer isso no Condado de Washington? Sua liberalidade era limitada apenas por sua capacidade de doar. Era assim em todos os momentos de amizade do então jovem advogado.

Johnston deixou sua esposa, Nicketti, que morreu em 9 de junho de 1908, aos 89 anos.

## Obras publicadas
- True Southern Pacific Railroad vs. the Texas Pacific Railroad. Discurso de John (em inglês). 1878
- Repudiation in Virginia, The North American Review (em inglês). Volume 134, Edição 303. Universidade do Norte de Iowa, Cedar Falls, Iowa. fevereiro de 1882.
- Railway Land-grants, The North American Review (em inglês). Volume 140, Edição 340. Universidade do Norte de Iowa, Cedar Falls, Iowa. março de 1885
- The True South vs. the Silent South. The Century Magazine (em inglês). Volume 32, Edição 1, Nova York. maio de 1886